# Vesilahti
Vesilahti es un municipio de la región de Pirkanmaa, Finlandia. En 2017 su población era de 4.477 habitantes. La superficie del término municipal es de 353,94 km², de los cuales 52,99 km² son lagos y ríos. El municipio tiene una  densidad de población de 14,88 hab./km².
Limita con los municipios de Akaa, Lempäälä, Nokia, Pirkkala, Sastamala y Urjala.
El idioma oficial es el finés.

## Ciudades hermanas
Vesilahti está hermadado con:
- Rõuge, Estonia
- St. Georgen im Schwarzwald, Alemania